# Knoxia zeylanica
Knoxia zeylanica är en måreväxtart som beskrevs av Carl von Linné. Knoxia zeylanica ingår i släktet Knoxia och familjen måreväxter.
Artens utbredningsområde är Sri Lanka. Inga underarter finns listade i Catalogue of Life.